# Асаев, Раис Бадыгутдинович
Раис Бадыгутдинович Аса́ев (6 мая 1931 — 3 марта 2001) — председатель колхоза «Луч», Чишминский район Башкирской АССР, Герой Социалистического Труда.

## Биография
Родился 6 мая 1931 года в деревне Камышлы Благоварского района Башкирской ССР.
Окончил Башкирский сельскохозяйственный институт, ученый агроном.
Трудовую деятельность начал подростком в годы Великой Отечественной войны.
С 1951 по 1955 годы служил в Советской Армии.
С 1955 по 1956 годы работал на Ново-Уфимском нефтеперерабатывающем заводе, затем — электриком в тресте «Уфаэлектросетьстрой».
В 1962 году с дипломом сельскохозяйственного института возвратился в деревню Чишмы, где стал работать главным агрономом колхоза «Луч».
В феврале 1965 года был избран председателем колхоза.
Занимается государственной и политической деятельностью: возглавляет республиканский Аграрный союз, с декабря 1992 года является председателем Аграрной партии Башкортостана, созданной по его инициативе. В ноябре 1993 года Аграрной партией России Асаев был выдвинут кандидатом в депутаты Государственной Думы по Кировскому одномандатному избирательному округу № 5 Республики Башкортостан.
Депутат Государственной Думы Федерального Собрания РФ первого созыва (1993—1995). В Думе являлся членом фракции Аграрной партии России, членом Комитета по аграрным вопросам.
Активно работал в руководящих органах Аграрного союза России и в Аграрной партии России
Умер 3 марта 2001 года.

## Награды и Звания
- 26 июня 1990 года Президент СССР Михаил Горбачев подписал Указ, в котором говорилось:

За достижение высоких устойчивых результатов в производстве сельского хозяйства и большой личный вклад в решение социальных вопросов присвоить председателю колхоза «Луч» Чишминского района Башкирской АССР тов. Асаеву Раису Бадыгутдиновичу звание Героя Социалистического Труда с вручением ордена Ленина и Золотой медали «Серп и молот».

- орден Ленина
- орден Трудового Красного Знамени
- орден «Знак Почета»
- знак «Отличник народного просвещения РСФСР»
- Бронзовая медаль ВДНХ
- В 2001 году Асаева назвали почетным гражданином Чишминского района.